# Okręty podwodne typu Ghadir
Okręty podwodne typu Ghadir – typ irańskich miniaturowych okrętów podwodnych. 
W 2005 roku Iran ogłosił rozpoczęcie produkcji swojego pierwszego okrętu podwodnego rodzimej konstrukcji, rozpoczynając ją oficjalnie 11 maja 2005 roku. Pierwszy kadłub okrętu o nazwie „Qadir” (opisywany także jako „Ghadir”) został zwodowany w 2006 roku. Była to pierwsza jednostka z bliżej nieokreślonej liczby planowanych do budowy miniaturowych okrętów. Według niektórych ocen irańska konstrukcja jest podobna do konstrukcji północnokoreańskich okrętów typu Yono, co ich zdaniem sugeruje, że konstrukcja irańska jest wzorowana na okrętach koreańskich. „Ghadir” jest jednak o 50% dłuższy niż okręty koreańskie i w rzeczywistości przypomina północnokoreańskie okręty przybrzeżne typu Sang-O.
W Iranie okręty te opisywane są jako „lekkie okręty podwodne”, co należy rozumieć jako okręty mniejsze niż jednostki myśliwskie używane przez marynarkę amerykańską. Kraj ten udzielił jednak bardzo niewiele informacji na temat tych jednostek, utrzymując w tajemnicy nawet ich rozmiary oraz liczbę członków załogi. Wiadomo jednak, że okręty wyposażone są w dwie wyrzutnie torpedowe kalibru 533 mm na dziobie, zdolne także do stawiania tą drogą min. Choć jednostki te określane są jako miniaturowe okręty podwodne, są większe niż inne typy irańskich miniaturowych okrętów podwodnych, i ze swoją wypornością szacowaną na 120 do 500 ton, odpowiadają raczej przybrzeżnym okrętom podwodnym.
Według informacji pochodzących z telewizji irańskiej, jednostki te zdolne są do prowadzenia operacji na obszarze Zatoki Perskiej oraz wód terytorialnych Omanu i mogą w tym samym czasie wystrzeliwać zarówno torpedy jak i pociski przeciwokrętowe. Źródło to nie określiło jednak typu tej amunicji oraz jej zasięgu. W grudniu 2004 roku Iran ogłosił rozpoczęcie produkcji rodziny torped stealth, które mogą być odpalane z helikopterów, okrętów nawodnych oraz podwodnych.